# William Caldwell
Pour les articles homonymes, voir Caldwell.
William Caldwell (vers 1750 - 20 février 1822) était un immigrant irlandais en Amérique du Nord qui combattit lors de divers conflits comme soldat britannique. 
En 1774, il sert lors de la Guerre de Dunmore. Lors de la Guerre d'indépendance des États-Unis, Caldwell sert sous les ordres de Lord Dunmore, lors de l'attaque de Norfolk où il sera blessé. Il est ensuite nommé capitaine des Rangers de Butler (en). Basé à Détroit, il conduit une force de 50 rangers dans de nombreuses batailles et expéditions au Kentucky et en Ohio Country. En 1782, il conduit ses rangers et des Indiens à la victoire contre l'Expédition Crawford puis lors de la Bataille de Blue Licks.
Après la guerre, il s'installe dans la région de Détroit et devient commerçant, son associé est Matthew Elliott (en) avec lequel il a combattu lors de sa carrière militaire. Lorsque survient la Guerre de 1812, il reçoit le commandement d'une unité que l'on nommera les Rangers de Caldwell (ou les Rangers de l'Ouest). Il participe, entre autres, aux batailles de Thames et de Longwoods.

## Source
- (en) Cet article est partiellement ou en totalité issu de l’article de Wikipédia en anglais intitulé « William Caldwell (ranger) » (voir la liste des auteurs).